# 札幌市立盤渓小学校
札幌市立盤渓小学校（さっぽろしりつ ばんけいしょうがっこう）は、北海道札幌市中央区盤渓にある公立小学校。札幌市内に4校ある小規模特認校の1つである。

## 歴史
1912年（明治45年）、琴似尋常高等小学校附属盤之沢特別教授場として創立する。
1922年（大正11年）には独立して盤渓尋常小学校となる。その背景には、札幌の発展とともに山鼻や円山の住宅化が進行したため、押し出されるような形になった畑地が盤渓へと移ってきて地域が振興したという経緯があった。しかし学校用地の確保には、農民にとっての魂とも言うべき土地を手放す必要がある。住民による会合は十数回に及んだが決着を見ず、ついには殴り合いにまで発展し、我満六太郎が用地を寄付することでようやく事態は収束した。
この時、学校の名が当時の地名の「盤之沢」から漢文調の「盤渓」に改められた。この命名者は1917年（大正6年）から盤之沢特別教授場の教師を務め、小学校独立に尽力し、後に盤渓尋常小学校の初代校長を任命された結城三郎であった。この「盤渓」の名は地域に浸透し、小学校に続き「盤之沢神社」についても社殿の改築を機に「盤渓神社」に改め、1943年（昭和18年）には正式な地名も「盤之沢」から「盤渓」に改められた。
1950年（昭和30年）、札幌市立盤渓小学校となる。1977年（昭和52年）には札幌市特認学校の指定を受けた。

### 初代校長・結城三郎
盤渓小学校が独立開校した1922年（大正11年）当時、盤渓の集落は琴似村役場から山道を8キロメートルもたどらねばならない僻地であり、教員を確保しても早い者は2か月で逃げ出す有様だった。そのような中、1917年（大正6年）、開校から7人目の教師として着任し6年にわたり当地での教育に携わり人格者として生徒や住民からも慕われた結城三郎が初代校長の内示を受けたことは、村人たちにとっても喜ばしいことであった。
同年12月21日、開校式を3日後に控え、羽織袴の正装をまとった結城は、琴似村役場にて辞令と教育勅語を受け取った。役場を出たのは午後2時で、日没は午後4時であるから、明るいうちに盤渓に帰り着くことは無理である。途中、教育勅語を取り扱うための白手袋とふくさを立ち寄った円山の定松商店で宿泊を勧められるが、結城は「畏れ多い『お勅語』を民家にはおけない」という理由で断り、提灯を借りて先を目指した。
気温は氷点下7度、風速7メートルという悪条件の中、なんとか幌見峠を越えた結城が、峠下の久保田家で2本目のロウソクに点火してもらったのは午後10時半ごろのことであった。だが、そこから1キロメートルほど進んだあたりで力尽き、翌朝に雪の下で遺体となって発見された。小学校まであと僅か50mほどの場所であった。享年42。教育勅語はその胸に抱かれて無事だった。
結城は正式に校長として着任できなかったため、1960年（昭和35年）に開かれた開校50年記念式典の際も校長として取り上げられなかった。恩師の扱いに驚いた教え子たちは「結城先生復活」を呼びかけ、趣意書を作成し寄付を募り、盤渓小学校グラウンドの東端、山の斜面とぶつかるあたりに、高さ1.5メートルの「あゝ結城先生」の碑を建立した。1964年（昭和39年）5月17日、碑の除幕式が行われ、教え子達は碑の前で先生に教わった「金剛石の歌」を歌い偲んだ。その後、結城は札幌市教育委員会から正式に初代校長として認められた。

## 小規模特認校
本校の通学区域は中央区盤渓のみだが、市内で4校の小規模特認校の1つとして、一定の条件のもと地域外からの通学が認められている。通学時間は、低学年は概ね40分、高学年は概ね60分以内で通学可能な範囲とされており、ばんけいバスの円山線または発寒南線を利用して通学することとなる。